# プロ野球珍プレー・好プレー大賞
『プロ野球珍プレー・好プレー大賞』（プロやきゅうちんプレー・こうプレーたいしょう）は、フジテレビ系列で1983年から2005年まで（第1期）及び2010年から2024年まで（第2期）放送されている野球を専門としたスポーツバラエティ番組である。
2015年からは中居正広の冠番組『中居正広のプロ野球珍プレー好プレー大賞』と題した年1回の特別番組として、年末に放送されていた。

## 概要
プロ野球やメジャーリーグの試合の中からエラー等のハプニング、死球等の激痛、乱闘、審判への抗議、珍妙な観客乱入、選手のパフォーマンス、好プレーなどペナントレースをはじめキャンプ、オープン戦、日本シリーズ等で起こった1年間の「珍プレー・好プレー」を特集する番組。なお「珍プレー好プレー」というタイトルではあるものの、番組の大半の特集は珍プレーであり、好プレーは番組の最後に数分特集される程度である。
元々は『プロ野球ニュース』内の1コーナーで、プロ野球ニュースが開始した1976年（昭和51年）から1980年（昭和55年）まで当番組に似た前身の特集コーナーがあった。当初は面白いプレーを集めた傑作集で、みのもんたのナレーションは無く字幕付きだったが、当時プロ野球ニュースのキャスターだったみのもんたが、メジャーリーグの映像に合わせてふざけ気味に喋っていたところ、ディレクターに「それいけるよ」と判断され、試験的にアテレコ付きのものを放送。これが大反響を呼び、珍プレー好プレーの企画の実現につながった。またこれが、みのもんたを番組のコメディ・リリーフにするきっかけにもなった。
『プロ野球珍プレー・好プレー集』の始まりは、1981年（昭和56年）8月26日に後楽園球場で行われた読売ジャイアンツ対中日ドラゴンズ19回戦での中日の宇野勝によるエラー、いわゆる「宇野ヘディング事件」がきっかけとされる。さらに、この企画が始まった1980年代には、ENG取材ができるようになり、様々な場面を長時間にわたり撮影できるようになった。これによって、これまでフィルムだったら撮影できなかった様々な表情が撮影できるようになった。
1983年11月11日に『決定!!'83第1回プロ野球珍プレー好プレー大賞』として初放送された。この回はタイトルに83となっていたが、番組内容は1981年から1983年の3年間の珍プレー好プレーを特集したものであった。1985年から2004年まではプロ野球前半戦終了後の7月（8月）にも放送が開始されたため、年2回放送の企画に発展した。番組当初は当番組のナレーションも行っているみのもんたや『プロ野球ニュース』のキャスターの佐々木信也が司会だったが、1987年から島田紳助と板東英二、91年総集編からは板東に代わり当時のフジテレビのアナウンサーの中井美穂、96年以降は板東が復帰し、紳助、板東、女子アナ（西山喜久恵、木佐彩子、大橋マキ、内田恭子）の3人体制となっていた。
毎回高視聴率をマークし、他局でも同じ企画の番組が放送されるなど高い人気を誇っていたが、プロ野球全体の人気の低下などを原因に徐々に視聴率が落ちはじめたことや、ナレーションのみののスケジュールの多忙などから、2005年の放送は1984年以来21年ぶりに年1回の放送に縮小され、翌2006年から2009年までは特番としての放送はなく、事実上の打ち切り状態となっていた。
2010年12月29日『たまッチ!プレゼンツ プロ野球珍プレー好プレー大賞 完全復活祭!あの伝説の珍も甦る〜中居君も思わず笑っちゃいますSP〜』として5年ぶりに復活し、以降2014年までは『たまッチ!』として12月下旬に放送されていた。
2015年から放送枠が2004年以来11年ぶりにゴールデンタイム・プライムタイム帯に復帰して放送され、同年から『中居正広のプロ野球珍プレー好プレー大賞』と題した年1回の特別番組、また、中居正広の冠番組として年末に放送されている。2015年は司会に中居正広、アンタッチャブルの山崎弘也（2016年は出演なし）で、審査員長が徳光和夫、そしてみのが2002年大晦日以来13年ぶりに特別ゲストとして出演した。
2020年5月3日、プロ野球を含むスポーツ全般を扱った本番組の特別編『緊急生中継!中居正広のスポーツ珍プレー好プレー みんなで生サプライズを起こしましょうSP』を生放送。番組のオープニングには本番組のテーマ曲が使用されたが、内容は通常の珍プレー好プレーとは異なり大賞等の賞選出はなく、出演者も中居とアンタッチャブルのみだった。
なお、これより35年半前の1984年12月7日と、その4年後の1988年10月2日には、かつて『テレビグランドスペシャル』や『火曜ワイドスペシャル』で放送された芸能人対抗野球大会『オールスター夢の球宴』、さらに1979年3月20日に『火曜ワイドスペシャル』で放送された、女子プロ野球チーム「ニューヤンキース&ブラックイーグルス」と、ザ・ドリフターズ率いる「パーフェクト」の試合から、芸能人による珍プレー好プレーを集めた特別編『オールスター夢の球宴 珍プレー好プレー』を放送した事があった。
また1988年4月3日には放送5周年を記念、さらにプロ野球シーズン開幕を控え、総集編『'88プロ野球開幕直前!珍プレー好プレー大賞 5年間㊙VTR傑作選』を放送した事があった。
2022年からはTverによるリアルタイム配信の対象になったが見逃し配信の対象にはなっていない。
2025年3月22日には、同年3月1日に逝去したみのもんたへの追悼を兼ねた特別編『みのもんたさん、ありがとう！元祖スポーツ珍プレー好プレー大賞昭和100年SP』が生放送された。なお2010年の放送再開から司会を担当していた中居正広は、番組制作局が関わる不祥事が元で同年1月23日に芸能界を引退したことに伴い、当該回はアンタッチャブル、フジテレビアナウンサーの三宅正治と佐久間みなみが進行を務めた。

## 出演者

### 第1期
司会
佐々木信也 - 1983年 - 1986年
みのもんた - 1983年 - 1986年、オールスター夢の球宴、2002年大晦日20周年珍年忘れスペシャル
島田紳助 - 1987年 - 2005年（94年総集編、2004年12月放送は出演せず）
板東英二 - オールスター夢の球宴、1987年 - 1991年・1996年 - 2004年
桂三枝（現・六代目桂文枝） - 1994年総集編
山本圭一（極楽とんぼ） - 2004年
上原浩治 - 2004年
中井美穂（当時フジテレビアナウンサー） - 1992年 - 1995年
西山喜久恵（現フジテレビチーフアナウンサー） - 1996年・1997年総集編
木佐彩子（当時フジテレビアナウンサー） - 1996年・1997年前半戦スペシャル、1998年 - 1999年
大橋マキ（当時フジテレビアナウンサー）- 2000年
内田恭子（当時フジテレビアナウンサー） - 2001年 - 2004年
伊藤利尋（フジテレビアナウンサー） - 2004年 - 2005年
斉藤舞子（フジテレビアナウンサー） - 2004年 - 2005年
野球解説者
豊田泰光（第1回放送時のゲスト審査員）
関根潤三（審査委員長）
江本孟紀（第1回放送時のゲスト審査員）
金村義明
達川光男
ゲスト審査員
ビートたけし - 1983年
チョーさん★ドン（長嶋（現プリティ長嶋）、川上（現DON）） - 1983年
高橋三千綱 - 1983年
豊田泰光 - 1983年、1984年、1985年
江本孟紀 - 1983年、1984年、1985年
坂口良子 - 1983年
西川のりお - 1984年
山本譲二 - 1984年
秋野暢子 - 1984年
藤村俊二 - 1985年
志村けん - 1985年
嵐山光三郎 - 1985年
かとうかずこ - 1985年
特別ゲスト
フィリー・ファナティック（メジャーリーグのフィラデルフィア・フィリーズの球団マスコット） - 1983年
伊東一雄（当時パシフィック・リーグ広報部長） - 1983年、1984年
サンディエゴ・チキン（アメリカ・カリフォルニア州サンディエゴおよびその近郊のプロスポーツを中心に活躍するスポーツマスコット） - 1984年
リック・デンプシー（当時ボルチモア・オリオールズ選手） - 1984年
リポーター
寺田理恵子（当時フジテレビアナウンサー） - 1985年
ナレーション
みのもんた -
神田康秋（当時テレビ新広島アナウンサー）
内海賢二 - 大リーグ版、KBOリーグ版（1984年）
広川太一郎 - 大リーグ版、KBOリーグ版
小倉智昭 - 大リーグ版（1984年）
福島英絋

### 第2期
司会
中居正広 - 2010年 - 2024年 ※2022年は休養中のためVTR出演のみ。
山崎弘也（アンタッチャブル） - 2010年 - 2019年・2022年 ※2016年はゲストとして出演。
アンタッチャブル（山崎弘也・柴田英嗣） - 2020年・2021年・2023年 -
トリンドル玲奈 - 2011年 - 2013年
徳光和夫 - 2022年 ※休養中の中居の代打。審査委員長を兼任。
佐藤隆太 - 2022年 ※休養中の中居の代打。
加藤綾子（当時フジテレビアナウンサー） - 2010年・2012年
斉藤舞子（フジテレビアナウンサー） - 2011年
宮澤智（フジテレビアナウンサー） - 2013年・2014年
宮司愛海（フジテレビアナウンサー） - 2015年 - 2019年・2021年
杉原千尋（フジテレビアナウンサー） - 2020年
永島優美（フジテレビアナウンサー） - 2022年
佐久間みなみ（フジテレビアナウンサー） - 2023年 -
野球解説者
清原和博 - 2010年 - 2013年※審査委員長
元木大介 - 2011年・2013年 - 2018年※2016年、2019年以降はゲストとして出演。
板東英二 - 2011年
高橋慶彦 - 2013年
金本知憲 - 2013年
達川光男 - 2019年
岩本勉 - 2019年
藤川球児 - 2021年・2022年
珍の殿堂
みのもんた
審査委員長
徳光和夫 - 2015年 - 2017年・2020年 -
みのもんた - 2018年・2019年
ナレーション
2010年から2012年までは山崎がメインナレーションでもう一人はサブナレーションであった。2013年と2014年はみのと山崎のW体制、2015年から2018年までは松村と山崎とのW体制、2019年は山崎とナイツが務めた。なお、第1期の映像に関してはみのもんたのナレーションのまま放送しているが、2018年のみ一部過去の映像は松村と山崎が吹き替えをし直していた。なお、2019年のナイツは漫才風にナレーションをしていた。2020年はたまッチ!内での不定期放送以来コンビでのナレーションが復活した。
山崎弘也（アンタッチャブル） - 2010年 - 2019年、2013年・2014年は一部国内とMLBのみ。2020年以降はコンビ出演。
伊藤利尋 （フジテレビアナウンサー） - 2010年
はなわ  - 2011年
矢作兼（おぎやはぎ） - 2012年
みのもんた - 2013年、2014年、国内のみ（一部除く）。2015年以降はナレーションを松村に引き継ぎ珍の殿堂としてスタジオ出演している。
松村邦洋 - 2015年 - 2018年
ナイツ - 2019年、MLBのみ
アンタッチャブル（山崎弘也、柴田英嗣） - 2020年 -
木村匡也 - 2021年、MLBのみ

### タイトルコール
第1期の1993年から第2期も共通してその年ブレイクした芸能人・芸人が登場することが多く、1993年、1995年にはヤクルトスワローズが優勝したこともあり、古田敦也（1993）、野村克也（1995年）が登場した。またナレーションのみのもんたもミリオネアがブレイクした2001年はCGキャラながら登場した。また2000年以降は女子アナウンサーが担当することもあり、基本的には一言言ってから珍プレーを紹介するがまったく喋らずに紹介することもあった。
1993年：ウゴウゴくん（田嶋秀任）、ルーガちゃん（小出由華）（前半戦スペシャル）、古田敦也（総集編）
1994年：プリティ長嶋、中井美穂（総集編）
1995年：野村克也（総集編）
1996年：イチローと松井秀喜の着ぐるみ（総集編）
1998年：パイレーツ（上半期、完全版）
2000年：大橋マキ（上半期、年間）
2001年：みのもんたのCGキャラクター（上半期）
2002年：三瓶
2003年：ダンディ坂野（上半期）、内田恭子（年間）
2004年：はなわ（上半期）、アニマル浜口、斉藤舞子（年間）
2005年：レイザーラモンHG
2010年：フレンチ・キス、マーくん、つば九郎
2012年：スギちゃん
2013年：林修
2014年：橋本環奈、ジャビット、つば九郎
2015年：とにかく明るい安村
2016年：トレンディエンジェル
2017年：サンシャイン池崎
2018年：福島善成（ガリットチュウ）
2019年：チョコレートプラネット
2020年：アンタッチャブル（ノムさんありがとう珍のみ1995年の野村克也を流用していた）
2021年：GABEZ
2022年：ファイターズガール
2023年：ラーズ・ヌートバー、谷保恵美
2024年：半井重幸（Shigekix）
テーマ音楽は当初たかしまあきひこによるものであったが、1991年からはナムコのアーケードゲーム球界道中記のサウンドトラックを使用している。

## みのもんたのナレーション
当番組の売り物でもある、みのもんたのナレーションは、実は台本は一切なく、映像は前もって見るだけで収録はすべてアドリブで行っている。元中日の山本昌によると、中日監督当時の星野の台詞は「かなり近い」という。またナレーションに定評があるものの、行き過ぎた台詞回しもあり、特に審判団から批判もあった（後述）。
ちなみに、好プレーは選手の名前を呼ぶだけである（例：松井の好プレーが出ると「松井!」連続で出るときは「もういっちょ松井!」という感じでこれに抑揚を多少つける）。2015年以降の第2期では珍プレーの合間に入れる構成だったため名前を呼ぶ演出が廃止されたが、2019年はEDでまとめて放送する演出が復活した（ただし、ローカル枠のため大半の地域では未放送）。2020年は本編内で放送されたため2年ぶりに好プレー集が全国で放送された。

## 審判団にとっての印象
番組としては当初は高視聴率を上げているものの、審判団からはあまり快く思われていなかった。
主な理由として
- 監督が審判に抗議してる場面で、みのもんたのアフレコが、野球とまったく関係ないアフレコが度々ある[要出典]。
- 誤審を犯した審判が監督に頭が上がらないような表現をしており、事実と異なっている[要出典]。
- 審判を完全に馬鹿にしている[要出典]。
- 抵抗できない立場にいる審判に対する暴力シーンを流している[要出典]。

などがあり、勝手なナレーションや暴力シーンの自粛を放送局に要請したこともあった。

## 歴代珍プレー大賞受賞者
※在籍球団は当時。
- 1983年：加藤博一（大洋）
- 1984年：立石充男（南海）
- 1985年：荒木大輔（ヤクルト）
- 1986年：市村則紀（西武）
- 1987年：若菜嘉晴（大洋）
- 1988年：武田一浩（日本ハム）
- 1989年：近藤貞雄（日本ハム監督）
- 1990年：達川光男（広島）
- 1991年：宇野勝（中日）
- 1992年：大久保博元（巨人）
- 1993年：古田敦也（ヤクルト）、高津臣吾（ヤクルト）
- 1994年：松井秀喜（巨人）
- 1995年：諸積兼司（ロッテ）
- 1996年：山崎武司（中日）
- 1997年：ドゥエイン・ホージー（ヤクルト）
- 1998年：佐々木主浩（横浜。好プレーでの唯一の受賞者）
- 1999年：石井一久（ヤクルト）
- 2000年：元木大介 （巨人）
- 2003年：金本知憲（阪神）
- 2010年：今江敏晃（ロッテ）
- 2011年：河原純一（中日）
- 2012年：英智（中日）
- 2013年：内川聖一 （ソフトバンク）
- 2014年：今村猛（広島）
- 2015年：選定なし（代わりに過去の珍プレーから2007年度の下柳剛が選ばれた[注 6]）
- 2016年：角中勝也（ロッテ）
- 2017年：筒香嘉智（DeNA）
- 2018年：鈴木あずさ（メットライフドーム球場アナウンス担当。選手・監督以外の球団関係者の受賞は初となった）
- 2019年：岡大海（ロッテ）
- 2020年：松田宣浩（ソフトバンク）
- 2021年：村上宗隆（ヤクルト）[注 7]
- 2022年：佐々木朗希&マーティン（ロッテ）
- 2023年：嶺井博希（ソフトバンク）
- 2024年：桑原将志（DeNA）

## 歴代「珍プレー名人」
特にパフォーマンスに優れた野球選手、番組に多大な貢献をした選手は「名人」と呼ばれ、「名人特集」が数回放送されている。
- 星野仙一（中日）
- 宇野勝（中日→ロッテ）
- 達川光男（広島）
- 佐藤和弘（オリックス）
- 市川和正（大洋・横浜）
- 佐野重樹（近鉄→中日→オリックス）
- 内藤尚行（ヤクルト→ロッテ→中日）
- 高津臣吾（ヤクルト）
- ドゥエイン・ホージー（ヤクルト）
- 石井一久（ヤクルト）
- 杉谷拳士（日本ハム）

## 放送リスト
主に単発番組枠で放送されていた。中には19:00-19:30枠の番組を休止して2時間枠に拡大して放送されたり、単発番組枠ではない枠で、通常番組を休止して放送された回もあった。
| 回      | 放送日                   | 放送時間（JST） | 放送タイトル | 番組枠タイトル                               |
| ------- | ------------------------ | --------------- | --- | -------------------------------------------- |
| 1       | 1983年11月11日（金曜日） | 20:02 - 21:48   | 決定!!'83第1回プロ野球珍プレー好プレー大賞                                                                                | 『金曜ファミリーワイド』枠                   |
| 2       | 1984年11月8日（木曜日）  | 20:02 - 21:48   | 決定!!'84第2回プロ野球珍プレー好プレー大賞                                                                                | 『木曜ファミリーワイド』枠                   |
| 特別編1 | 1984年12月7日（金曜日）  | 19:30 - 20:54   | オールスター夢の球宴 珍プレー好プレー                                                                                     | 『金曜おもしろバラエティ』枠                 |
| 3       | 1985年7月11日（木曜日）  | 20:02 - 21:48   | 最新版!'85プロ野球珍プレー好プレー爆笑スペシャル                                                                          | 『木曜ファミリーワイド』枠                   |
| 4       | 1985年11月7日（木曜日）  | 20:02 - 21:48   | 決定!!'85第3回プロ野球珍プレー好プレー大賞                                                                                | 秋のスペシャル                               |
| 5       | 1986年7月18日（金曜日）  | 19:30 - 20:54   | '86オールスタープロ野球珍プレー好プレー最新版!!                                                                           | 『金曜おもしろバラエティ』枠                 |
| 6       | 1986年11月7日（金曜日）  | 19:00 - 20:54   | 決定!!'86第4回プロ野球珍プレー好プレー大賞                                                                                | 『金曜おもしろバラエティ』枠                 |
| 7       | 1987年7月17日（金曜日）  | 19:25 - 20:54   | 最新版・'87プロ野球珍プレー好プレー爆笑スペシャル                                                                         | 『金曜おもしろバラエティ』枠                 |
| 8       | 1987年11月13日（金曜日） | 19:00 - 20:54   | 決定!!'87第5回プロ野球珍プレー好プレー大賞                                                                                | 『金曜おもしろバラエティ』枠                 |
| 特別編2 | 1988年4月3日（日曜日）   | 19:00 - 20:54   | '88プロ野球開幕直前!珍プレー好プレー大賞 5年間㊙VTR傑作選                                                                 |                                              |
| 9       | 1988年7月15日（金曜日）  | 19:30 - 20:54   | プロ野球珍プレー好プレー'88夏                                                                                             | 『金曜おもしろバラエティ』枠                 |
| 特別編3 | 1988年10月2日（日曜日）  | 12:00 - 13:50   | オールスター夢の球宴 珍プレー好プレー                                                                                     | 『サンデーイベントアワー』枠                 |
| 10      | 1988年11月18日（金曜日） | 19:00 - 20:54   | 決定!!'88第6回プロ野球珍プレー好プレー大賞                                                                                | 『金曜おもしろバラエティ』枠                 |
| 11      | 1989年8月18日（金曜日）  | 19:30 - 20:54   | '89プロ野球珍プレー好プレー 夏休み特集・お待たせしました!本家本元・珍プレー集                                             | 『金曜おもしろバラエティ』枠                 |
| 12      | 1989年11月3日（金曜日）  | 19:00 - 20:54   | '89プロ野球珍プレー好プレー大賞                                                                                           | 『金曜おもしろバラエティ』枠                 |
| 13      | 1990年7月19日（木曜日）  | 19:00 - 20:54   | '90夏!痛快スペシャル プロ野球珍プレー好プレー前半戦!!                                                                     |                                              |
| 14      | 1990年11月2日（金曜日）  | 19:00 - 20:54   | '90プロ野球珍プレー好プレー大賞                                                                                           | 『金曜ファミリーランド』枠                   |
| 15      | 1991年7月5日（金曜日）   | 19:30 - 20:54   | '91プロ野球珍プレー好プレー爆笑最新版                                                                                     | 『金曜ファミリーランド』枠                   |
| 16      | 1991年11月5日（火曜日）  | 19:00 - 20:54   | '91プロ野球珍プレー好プレー大賞                                                                                           | 『火曜ワイドスペシャル』枠                   |
| 17      | 1992年7月17日（金曜日）  | 19:00 - 20:54   | プロ野球珍プレー好プレー大賞'92前半戦スペシャル                                                                           | 『金曜ファミリーランド』枠                   |
| 18      | 1992年11月13日（金曜日） | 19:00 - 20:54   | プロ野球珍プレー好プレー大賞'92総集編                                                                                     | 『金曜ファミリーランド』枠                   |
| 19      | 1993年7月23日（金曜日）  | 19:00 - 20:54   | プロ野球珍プレー好プレー'93前半戦スペシャル                                                                               | 『金曜ファミリーランド』枠                   |
| 20      | 1993年11月12日（金曜日） | 19:00 - 20:54   | プロ野球珍プレー好プレー大賞'93総集編                                                                                     | 『金曜ファミリーランド』枠                   |
| 21      | 1994年7月15日（金曜日）  | 19:30 - 20:54   | プロ野球珍プレー好プレー大賞'94前半戦スペシャル                                                                           | 『金曜ファミリーランド』枠                   |
| 22      | 1994年11月10日（木曜日） | 19:00 - 20:54   | プロ野球珍プレー好プレー大賞'94総集編                                                                                     | 『木曜ファミリーランド』枠                   |
| 23      | 1995年8月1日（火曜日）   | 19:30 - 20:54   | プロ野球珍プレー好プレー大賞'95前半戦スペシャル                                                                           | 『火曜ワイドスペシャル』枠                   |
| 24      | 1995年11月14日（火曜日） | 19:00 - 20:54   | プロ野球珍プレー好プレー大賞'95総集編                                                                                     | 『火曜ワイドスペシャル』枠                   |
| 25      | 1996年7月5日（金曜日）   | 21:00 - 22:52   | プロ野球珍プレー好プレー'96前半戦スペシャル                                                                               | 『金曜エンタテイメント』枠                   |
| 26      | 1996年11月12日（火曜日） | 19:00 - 20:54   | プロ野球珍プレー好プレー大賞'96総集編                                                                                     | 『火曜ワイドスペシャル』枠                   |
| 27      | 1997年7月22日（火曜日）  | 19:00 - 20:54   | プロ野球珍プレー好プレー'97前半戦スペシャル                                                                               | 『火曜ワイドスペシャル』枠                   |
| 28      | 1997年11月3日（月曜日）  | 19:00 - 20:54   | プロ野球珍プレー好プレー大賞'97総集編                                                                                     |                                              |
| 29      | 1998年7月17日（金曜日）  | 19:00 - 20:54   | プロ野球珍プレー好プレー'98前半戦スペシャル                                                                               |                                              |
| 30      | 1998年11月3日（火曜日）  | 19:00 - 20:54   | プロ野球珍プレー好プレー大賞'98完全版                                                                                     |                                              |
| 31      | 1999年7月28日（水曜日）  | 19:00 - 20:54   | '99プロ野球珍プレー好プレー真夏の超完全版                                                                                 |                                              |
| 32      | 1999年12月3日（金曜日）  | 21:00 - 22:52   | プロ野球珍プレー好プレー大賞'99完全版                                                                                     | 『金曜エンタテイメント』枠                   |
| 33      | 2000年7月14日（金曜日）  | 21:00 - 22:52   | プロ野球珍プレー好プレー2000 真夏の夜の超夏祭りスペシャル                                                                 | 『金曜エンタテイメント』枠                   |
| 34      | 2000年11月10日（金曜日） | 21:00 - 22:52   | プロ野球珍プレー好プレー大賞2000 究極の20世紀総決算スペシャル                                                             | 『金曜エンタテイメント』枠                   |
| 35      | 2001年7月13日（金曜日）  | 21:00 - 22:52   | プロ野球珍プレー好プレー2001夏 21世紀も珍プレーは不滅ですスペシャル                                                       | 『金曜エンタテイメント』枠                   |
| 36      | 2001年11月16日（金曜日） | 21:00 - 22:52   | プロ野球珍プレー好プレー大賞2001 ありがとうミスター!大感謝スペシャル                                                      | 『金曜エンタテイメント』枠                   |
| 37      | 2002年7月26日（金曜日）  | 21:00 - 22:52   | 珍サポーター宣言!プロ野球珍プレー好プレー2002 真夏にもっと燃え上がれSP                                                    | 『金曜エンタテイメント』枠                   |
| 38      | 2002年11月8日（金曜日）  | 21:00 - 22:52   | プロ野球珍プレー好プレー大賞2002 ありがとう20周年スペシャル                                                               | 『金曜エンタテイメント』枠                   |
| 39      | 2003年7月25日（金曜日）  | 21:00 - 22:52   | プロ野球珍プレー好プレー2003 夏・踊る珍大放出スペシャル                                                                   | 『金曜エンタテイメント』枠                   |
| 40      | 2003年11月14日（金曜日） | 21:00 - 22:52   | プロ野球珍プレー好プレー大賞2003 珍パワー全開・超お祭騒ぎスペシャル                                                       | 『金曜エンタテイメント』枠                   |
| 41      | 2004年7月9日（金曜日）   | 21:00 - 22:52   | プロ野球珍プレー好プレー2004 珍オールスター!真夏のハッスル大暴れスペシャル!                                               | 『金曜エンタテイメント』枠                   |
| 42      | 2004年12月3日（金曜日）  | 21:00 - 22:52   | プロ野球珍プレー好プレー2004 やっぱり野球っておもしろい!家族そろって気合いだぁースペシャル!!                              | 『金曜エンタテイメント』枠                   |
| 43      | 2005年12月30日（金曜日） | 14:05 - 15:55   | プロ野球珍プレー好プレー芸能人大集合!大宴会SP                                                                             | ローカルセールス枠                           |
| 44      | 2010年12月29日（水曜日） | 17:00 - 18:00   | たまッチ!PRESENTS プロ野球珍プレー好プレー大賞2010 完全復活祭!あの伝説の珍も甦る 〜中居君も思わず笑っちゃいますSP〜       | ローカルセールス枠                           |
| 45      | 2011年12月25日（日曜日） | 13:30 - 14:25   | たまッチ!PRESENTS プロ野球珍プレー好プレー大賞2011 中居君と一緒に大笑い!!ハッピーメリー（珍）クリスマス                   | ローカルセールス枠                           |
| 46      | 2012年12月30日（日曜日） | 13:30 - 14:30   | たまッチ!PRESENTS プロ野球珍プレー好プレー大賞2012 年忘れ（珍）大連発 〜中居君も思わずワイルドだろぉSP〜                  | ローカルセールス枠                           |
| 47      | 2013年12月29日（日曜日） | 14:30 - 16:00   | たまッチ!PRESENTS プロ野球珍プレー好プレー大賞2013 伝説のナレーション完全復活 いつ見るの?いまでしょ!SP〜                  | ローカルセールス枠                           |
| 48      | 2014年12月31日（水曜日） | 12:00 - 14:00   | たまッチ!PRESENTS プロ野球珍プレー好プレー大賞2014 みの復活!対決“伝説珍vs最新珍”32年間の珍TOP20一挙公開SP                 | この回より全国放送再開。                     |
| 49      | 2015年12月5日（土曜日）  | 21:00 - 23:10   | 中居正広のプロ野球珍プレー好プレー大賞2015 〜安心してください!33年分ありますよSP〜                                        | 『土曜プレミアム』枠                         |
| 50      | 2016年11月5日（土曜日）  | 21:00 - 23:10   | 中居正広のプロ野球珍プレー好プレー大賞2016 今夜決定!500名超一流プロ野球選手vs徳光率いる豪華審査員No.1珍はこれだSP         | 『土曜プレミアム』枠                         |
| 51      | 2017年11月26日（日曜日） | 19:00 - 21:54   | 中居正広のプロ野球珍プレー好プレー大賞2017 祝35周年!現役選手が選ぶ最新（珍）一挙放出! 空前絶後!!伝説の乱闘被害者大集結SP! | 『ニチファミ!』枠                            |
| 52      | 2018年12月8日（土曜日）  | 21:00 - 23:10   | 中居正広のプロ野球珍プレー好プレー大賞2018 平成最後の（珍）マジ半端ないってSP!                                            | 『土曜プレミアム』枠                         |
| 53      | 2019年12月1日（日曜日）  | 19:00 - 21:54   | 中居正広のプロ野球珍プレー好プレー大賞2019 にわかファン大歓迎!1年に一度だジャッカルSP!                                    |                                              |
| −       | 2020年5月3日 (日曜日)    | 19:00 - 21:54   | 緊急生中継!中居正広のスポーツ珍プレー好プレー みんなで生サプライズを起こしましょうSP                                      | スポーツ全般を扱ったスピンオフ               |
| 54      | 2020年12月13日（日曜日） | 20:00 - 21:54   | 中居正広のプロ野球珍プレー好プレー大賞2020 全集中 珍プレー誕生の地へ 時を戻そうSP                                         | 『日曜ワンダー!』枠                          |
| 55      | 2021年12月12日（日曜日） | 20:00 - 21:54   | 中居正広のプロ野球珍プレー好プレー大賞2021 祝・金メダル!世界に衝撃!侍SHO TIME                                             | 『日バラ8』枠                                |
| 56      | 2022年12月11日（日曜日） | 19:00 - 21:54   | 中居正広のプロ野球珍プレー好プレー大賞2022 おかげ様で40周年!珍プレーよ永遠に…SP                                           |                                              |
| 57      | 2023年12月7日（木曜日）  | 19:00 - 21:54   | 中居正広のプロ野球珍プレー好プレー大賞2023 アレもコレも2023年あなたは歴史の目撃者SP                                       | [ 注 32 ]                                    |
| −       | 2024年7月11日（木曜日）  | 19:00 - 21:54   | 中居正広のオリンピック珍プレー好プレー大賞 パリ五輪開幕まで15日!名場面にメルシーSP                                        | オリンピックを扱ったスピンオフ               |
| −       | 2024年9月16日（月曜日）  | 19:00 - 21:00   | 中居正広のスポーツ珍プレー好プレー 今年もスゴイぞ!大谷翔平&感動の名場面SP                                                 | プロ野球を含むスポーツ全般を扱ったスピンオフ |
| 58      | 2024年12月5日（木曜日）  | 19:00 - 21:54   | 中居正広のプロ野球珍プレー好プレー大賞2024 ドジャース祝世界一&横浜祝下克上!快挙にもほどがあるSP                           |                                              |
| -       | 2025年3月22日（土曜日）  | 19:00 - 23:10   | みのもんたさん、ありがとう! 元祖スポーツ珍プレー好プレー大賞昭和100年SP                                                   | 『土曜プレミアム』枠                         |

特別編
2002年の『FNSの日』内のコーナーとして「中居正広VSみのもんた　珍プレー・生ナレーション対決!!」が行われた（2002年7月7日放送）。

## スタッフ

### 2012年以降
2020年12月13日放送分
- 構成：玉井貴代志／天野敏宏
- TP：長田崇
- TD／SW：石島隆行
- カメラ：竹原慎二
- AUD：小玉秀人
- VE：横井甲児
- 照明：渡辺啓史
- 美術制作：副島翔太郎（2012年）
- デザイン：齋田崇史
- 美術進行：谷元沙紀
- 大道具：西田武史、岩崎隆史
- 装飾：高祖朋代
- アクリル装飾：谷口航平
- フラワーアレンジ：荒川直史
- マルチ：上福更記
- 特殊装置：桑島亮太、石田俊一
- アートフレーム：石井智之
- メイク：山田かつら
- 衣裳：林春来
- タイトルデザイン：三原由貴
- CG：秋里直樹
- VTR編集：星裕太
- オフライン編集：坂口雄祐
- 編集：峯村憲輝、中村豪
- MA：近藤宏紀
- 音響効果：東藤雅人、横川優子
- 技術協力：fmt、IMAGICA Lab.
- 撮影協力：東京ドームシティ
- 映像協力：日本野球機構、日本プロ野球選手会、福岡ソフトバンクホークス、千葉ロッテマリーンズ、埼玉西武ライオンズ、東北楽天ゴールデンイーグルス、北海道日本ハムファイターズ、オリックス・バファローズ、読売ジャイアンツ、阪神タイガース、中日ドラゴンズ、横浜DeNAベイスターズ、広島東洋カープ、東京ヤクルトスワローズ、MLB（2011年～）
- 協力：のんびりなかい／北海道文化放送、仙台放送、東海テレビ放送、関西テレビ放送、テレビ新広島、テレビ西日本／東京フイルム・メート
- 編成：長嶋大介、鎌瀬慎吾、宮本一繁、佐藤良賢
- 広報：北村桃子
- デスク：杦本亜紀[注 34]、水田さおり
- AD：中島悠、中畑雅治、柳沢彩月、井上直樹、前田亜莉子
- ディレクター：中村明博、戌亥芳昭、坂詰修、中村仁人・池田靖、川口智久、齋藤由和、山嵜哲矢、李恩
- 演出：石武士
- プロデューサー：菅野貴志
- チーフプロデューサー：岸原秀治
- 制作協力：ビー・ブレーン
- 制作：フジテレビスポーツ局
- 制作著作：フジテレビ

### 過去のスタッフ
- イラストレーター：坂井永年
- 美術（1983年）→デザイン（1985年〜）：馬場文衛（1983年〜）、雫石洋治（1985年）、瀬下由紀子（1994年:総集編）
- 美術制作：坂内亮（1985年）、一色隆弘（1986年）、川島努（1987年）、重松照英（1994年:総集編）、阿部知宏（2010・2011年）
- 美術進行：渡部一夫（1985年、1986年）、山根安雄（1987年）、堀部信行（1994年:総集編）、足立和彦（2011年）
- CGタイトル：木村卓(1992年):総集編、前川陽介（2010年）、旗野絵里（2011年）
- 電飾：小林茂（1985年、1986年）、福田喜作（1987年）、谷口雅彦（1994年）
- 大道具：林光明（1985年、1986年）、比嘉亘（1987年）、坂井稔（1994年・総集編）
- 装飾：岡辰夫（1985年、1986年）、今村文孝（1994年・総集編）
- メイク：田川達郎（1985年、1986年）、山崎富美江（1987年）
- アクリル装飾：高信作（1985年〜）、熊谷好恵（1994年:総集編）
- タイトル：加藤啓次（1985年、1986年）、山形憲一（1987年〜）
- 技術：福田勝豁（1983年、1986年〜）、山下則近（1985年）
- SW：河合宣貴（1992,1994年:総集編）、田原健二（2011年）
- カメラ：笹川一男（1985年）、小張豊（1986年）、加藤文也（1987年）、村辻敏幸（1994年:総集編）、松井光太郎（2011年）
- 映像：後藤清一（1985年、1986年）、小林勇（1987年）、田中秀穂（1994年:総集編）、鈴木貴裕
- 音声：清水幸男（1985年）、吉田信吾（1986年）、三井登（1987年）、野原章（1994年:総集編）、藤田勝巳（2011年）
- 照明：小宮俊彦（1985年、1986）、山際邦康（1987年）、菅原昇（1994年:総集編）
- VTR：上坂伸一（1985年）、吉田正美（1992年:総集編）、大槻浩司（1994年:総集編）
- イラスト（1985年）→似顔絵（1986年）：高松啓二（未来空間、1985年）
- イラスト：倉嶋正彦（1986年）
- 編集（1983年、1986年）→VTR編集（1985年）：吉森浩（東北新社、1983年、1985年〜）、鴨志田潤二（東京フイルム・メート、1985年）、上坂伸一（東京フイルム・メート、1986年）、正木俊行（IMAGICA、1986年）、森武司（共同テレビ、1987年）、篠田孝裕（共同テレビ、1987年）、前田恭司（オムニバス・ジャパン、1992年:総集編）、反畑弘一（オムニバス・ジャパン、1994年:総集編）、吉川豪・小西浩二郎（2010年）、平賀雄貴（2011年～）
- 効果（1983年）→音響効果（1985年〜）：志田博英（プロジェクト80→OCBプロ、1983年〜）、堺忠祐（プロジェクト80、1985年）、東藤雅人、横川優子（プロジェクト80、1992年）
- MA：中田順一（東北新社、1985年）、国末光敏（東北新社、1986年）、竹岡良樹（オムニバス・ジャパン、1992,1994年:総集編）、中村貴明・民幸之助（2010年）、木村亮充（2011年～）
- 技術協力：東京フイルム・メート・共同テレビジョン（2010年）、八峯テレビ（2012年）
- 協力：ジャニーズ事務所
- マルチビジョン：丸山明道（1986年、1992年:総集編）、三井良浩（フラワースタッフ、1987年）
- スキャニメイト：IMAGICA（1986年）
- アニメ：吉良敬三（1983年）
- コンピューター（1983年）→CG（1985年〜）：坂本浩（1983年）、大村卓（1985年）
- CGタイトル：岡本英士（2011年）
- 編成：清水泰貴・大坊雄二（2011年～）、門脇寛至（2012年）
- TK：鈴木杏奈
- AD：菊池裕（1986年）、中根将好（1986年）、坂内謙太（2010年）、藤田真弘（2010・2011年）
- ディレクター：矢野順二（1983年）、石山辰吾（1985年〜1987年）、磯部晃人（1985年）、上東渉（1992年～）、藤山太一郎（1992,1994年:総集編）、窪田正利（1994年:総集編）、高盛浩和（1996年～）、戌亥芳昭（1998年～）、吉田博章（2003年～）、菊鳥隆太
- 演出：松野博文（1985年）、矢野順二（1985年）、鵜月隆郎(1992年:総集編)
- プロデューサー：小倉浩介（1983年・1994年:総集編）、広瀬忠弘（1983年）、抽口満（1985年）、森洋介（1986年）、高島二六（1987年～）、石川幹雄（1992年:総集編）、鵜月隆朗（1994年:総集編）、菊池裕、矢延隆生、吉田博章